# 工藤梨穂
工藤 梨穂（くどう りほ、1995年 - ）は日本の映画監督。福岡県出身。

## 概要
高校在学中から映画製作を志し、京都造形大学（現・京都芸術大学）映画学科に進学。当時教壇に立っていた青山真治などの薫陶を受けた。在学中から短編製作を開始、卒業制作として監督した『オーファンズ・ブルース』（2018年）が第40回ぴあフィルムフェスティバル「PFFアワード2018」でグランプリなど2冠に輝き、なら国際映画祭など国内の様々な映画祭で受賞。一般劇場での上映ののち海外でも招待上映されるなど高い注目を集めた。
翌年、PFFスカラシップ作品として支援を得て製作された『裸足で鳴らしてみせろ』（2021年）で商業映画デビューを果たす。同作は第36回高崎映画祭で新進監督グランプリや最優秀新進俳優賞を受賞したほか、インドネシアの映画祭でも作品賞を受賞した。
2024年には、『オーガスト・マイ・ヘヴン』が黒沢清などと並んで第74回ベルリン国際映画祭ベルリナーレ・スペシャル部門に正式招待されることが発表された。

## 作品
- 『サイケデリック・ノリコ』(2015) - 監督・脚本
- 『サマー・オブ・ラブを踊って』(2016) - 監督・脚本
- 『オーファンズ・ブルース』(2018) - 監督・脚本
- 『裸足で鳴らしてみせろ』(2021) - 監督・脚本
- 『OZU 〜小津安二郎が描いた物語〜/第5話 東京の女』(2023) - 監督[11]
- 『オーガスト・マイ・ヘヴン』(2024) - 監督・脚本

## 主な受賞・招待上映
オーファンズ・ブルース (2018)
- なら国際映画祭2018 NARA-wave学生映画部門 観客賞
- 第19回TAMA NEW WAVE ベスト女優賞
- 横濱インディペンデント・フィルム・フェスティバル2018 Cinefil賞
- 京都デジタルアミューズメントアワード松竹賞
- スペインFILMADRID2019正式出品
- くまもと復興映画祭 正式招待

裸足で鳴らしてみせろ (2021)
- 第36回高崎映画祭 新進監督グランプリ、最優秀新進俳優賞
- 2022 Jogja-NETPAC Asian Film Festival（インドネシア） NETPAC award
- 第51回ロッテルダム国際映画祭 正式招待[12]

『オーガスト・マイ・ヘヴン』(2024)
- 第74回ベルリン国際映画祭 ベルリナーレ・スペシャル部門招待
- 第48回香港国際映画祭 シネフィル・パラダイス部門招待